# Providence, Rhode Island

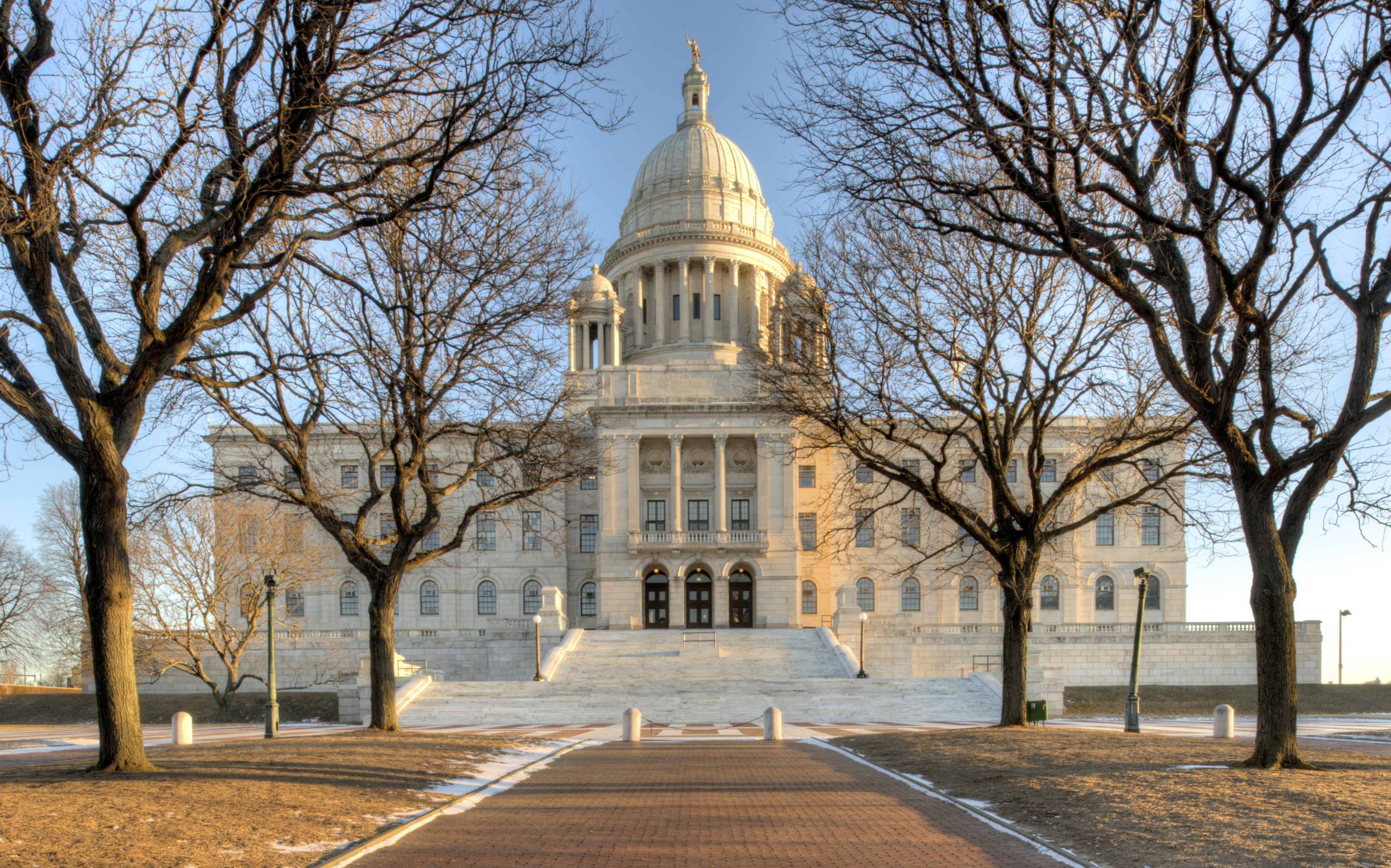

Providence là thành phố lớn nhất và là thủ phủ tiểu bang Rhode Island, Hoa Kỳ. Thành phố này đã là thủ phủ bang từ năm 1900. Dân số thành phố là 176.862 người. Providence cũng là thủ phủ trong các giai đoạn 1636-1686 và 1689-1776. Nó là một trong năm đồng thủ phủ 1776-1853, và là một trong hai đồng thủ phủ năm 1853-1900. Khu vực thống kê kết hợp Boston-Worcester-Manchester bao gồm các thủ phủ của Thịnh vượng chung Massachusetts, tiểu bang New Hampshire, Tiểu bang Rhode Island và Providence. 
Bản mẫu:Rhode Island